# Szamotuły

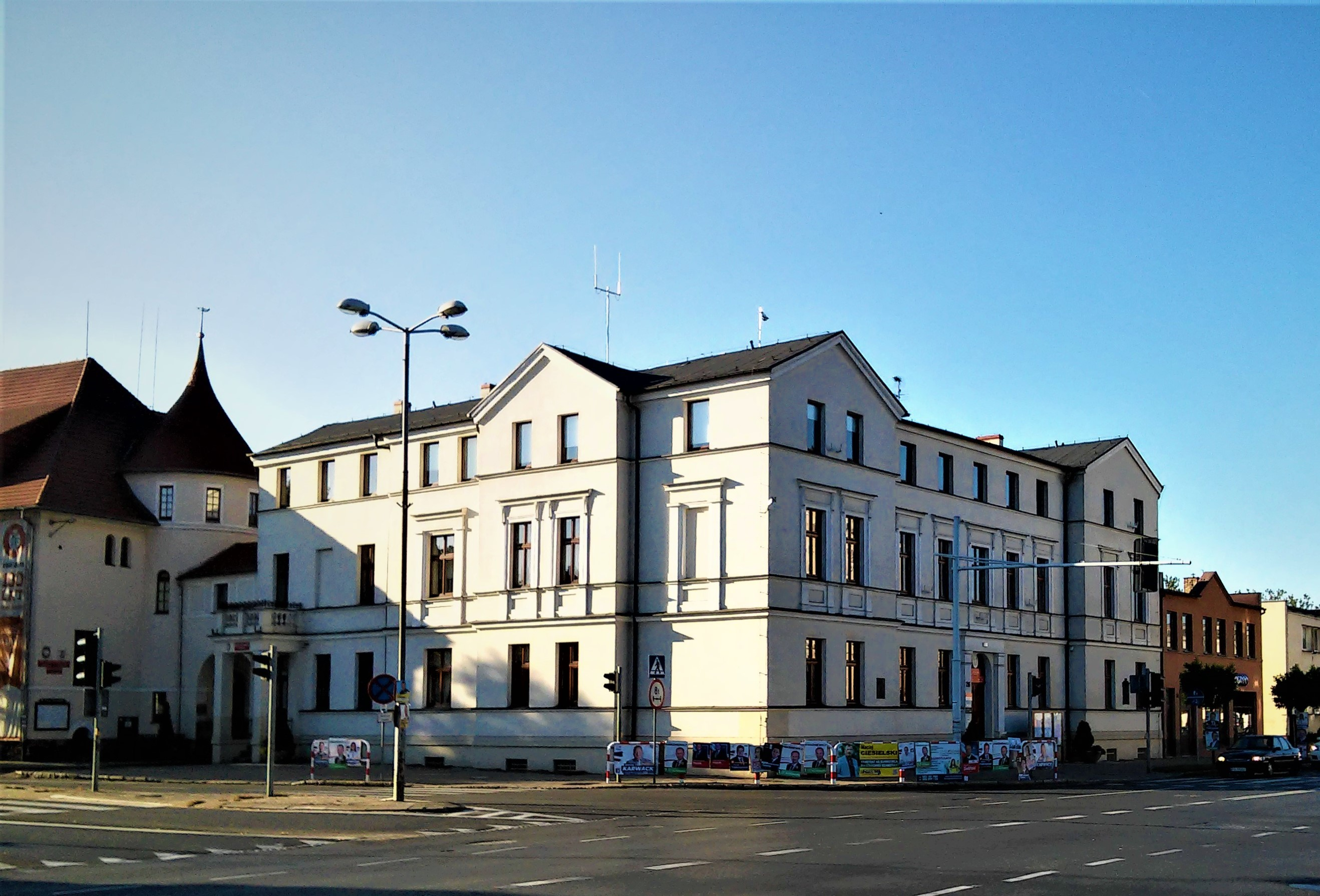
Stadshuset i Szamotuły.

Szamotuły [ʃamɔ'tuwɨ], tyska: Samter, är en stad i Storpolens vojvodskap i Polen, belägen 32 kilometer nordväst om Poznań. Staden hade 18 752 invånare i juni 2019, med en total kommunbefolkning på 30 079 invånare, och är säte för det administrativa distriktet Powiat szamotulski.

## Historia
Den första kända bosättningen på platsen existerade redan under 1000-talet. På 1200-talet omnämns orten som "Szamatułskis hus". Den förstördes år 1306 och återgrundades senare under namnet Nowe Szamotuły. I slutet av 1300-talet omnämns Swiboda som länsherre. År 1420 erhöll staden stadsrättigheter. 
Szamotuły tillföll Preussen efter Polens andra delning 1793, och staden var där huvudsakligen känd under sitt tyskspråkiga namn Samter. Från 1815 till 1918 var den huvudort för Kreis Samter i den preussiska provinsen Posen. Vid 1910 års folkräkning var stadens befolkning till omkring två tredjedelar polsktalande och en tredjedel tysktalande. Efter första världskriget avträddes staden och omkringliggande områden till den andra polska republiken, enligt Versaillesfredens bestämmelser. 
1939 ockuperades staden av tyska Wehrmacht och införlivades med Nazityskland som del av Reichsgau Wartheland. Efter röda arméns intåg 1945 blev staden åter del av Folkrepubliken Polen efter andra världskriget. Den kvarvarande tysktalande befolkningen i området som inte redan flytt undan striderna fördrevs därefter av de polska myndigheterna. Under följande år skedde en inflyttning av flyktingar från områden öster om Curzonlinjen och polsktalande bosättare från centrala Polen.

## Kultur och sevärdheter
Till stadens sevärdheter hör kyrkan Matki Bożej Pocieszenia i św. Stanisława Biskupa, uppförd 1423 till 1430 i tegelgotik. De tidigare klosterbyggnaderna för heliga korsets kloster i barockstil uppfördes 1675 till 1682. Den delvis restaurerade slottsanläggningen är särskild känd för det så kallade "Svarta damens torn". Den historiska stadskärnan har flera välbevarade äldre borgarhus.

## Kända personer
Till kända personer födda i staden hör:
- Małgorzata Braunek (1947–2014), skådespelare
- Janusz Grabiański, illustratör
- John Johnston, skotsk-polsk läkare och naturfilosof
- Jakub Rutnicki (född 1978), politiker för Medborgarplattformen
- Philipp Scharwenka, kompositör
- Xaver Scharwenka, kompositör och pianist
- Wacław av Szamotuły, kompositör